# Noriko Watanabe
Noriko Watanabe (渡辺 典子?, Watanabe Noriko; Prefettura di Ōita, 23 luglio 1965) è un'attrice e compositrice giapponese.
Ha iniziato la sua attività cinematografica come coprotagonista nel 1982, nel film Iga ninpôchô; è invece già protagonista interpretando Yuke nel film Tsumiki kuzushi (1983), diretto da Kôsei Saitô. Ha vinto nel 1986 il premio come attrice non protagonista all'ottava edizione del Yokohama Film Festival per il film His Motorbike, Her Island, diretto da Nobuhiko Obayashi.

## Filmografia

### Cinema
- Akai ito (film) (2008)
- Tsubakiyama kacho no nanoka-kan (2006) - Yuki Tsubakiyama
- Children (2006) - Shigeko Majima
- Umizaru (2006) - Miyuki Sonobe
- Masuuruhiito (2002) - Ryoko Tachibana

### Televisione
- Hidarime Tantei Eye (NTV, 2010, ep2)
- Ghost Town no Hana (TV Asahi, 2009)
- Akai Ito (Fuji TV, 2008)
- Homeless Chugakusei (Fuji TV, 2008)
- Keitai Sosakan 7 (TV Tokyo, 2008)
- Sunadokei (serie televisiva) (TBS, 2007)
- Dillon ~ Unmei no Inu (NHK, 2006)
- Uramiya Honpo (TV Tokyo, 2006, ep9)
- Children (WOWOW, 2006)
- Kyoto Chiken no Onna 3 (TV Asahi, 2006, ep4)
- Shichinin no Onna Bengoshi (TV Asahi, 2006, ep3)
- Kyumei Byoto 24 Ji 3 (Fuji TV, 2005)
- Honto ni Atta Kowai Hanashi 2 Shi wo Tsugeru Call (Fuji TV, 2005, ep15)
- Nurseman SP (NTV, 2004)
- Sore wa, totsuzen, arashi no you ni... (TBS, 2004)
- Sky High 2 (TV Asahi, 2004, ep2)
- Pretty Guardian Sailor Moon (TBS, 2003, ep1)
- Kyoto Chiken no Onna (TV Asahi, 2003)
- Bijo ka Yajuu (Fuji TV, 2003)
- Kochira Hon Ikegami Sho (TBS, 2002)
- Let's Go Nagata-cho (NTV, 2001)
- Aibou Pre-season (TV Asahi, 2001, ep2)
- Gekka no Kishi (TV Asahi, 2000)
- Tengoku no Kiss (TV Asahi, 1999)
- Itsumo Kokoro ni Taiyo wo (TBS, 1994)
- Kou Kou Kyoushi (TBS, 1993)
- Tobuga Gotoku (NHK, 1990)